# All Is Violent, All Is Bright
All Is Violent, All Is Bright — второй студийный альбом ирландской построк-группы God Is an Astronaut, выпущенный в 2005 году. Записан на стадии Quill Lane в 2004 году.
Видеоклип на песню «Fragile» попал в ротацию канала MTV2.

## Стиль, отзывы критиков
Уильям Рульманн, критик сайта AllMusic, оценил альбом в три балла из пяти. По его словам, композиции, представленные на диске, напоминают «альтернативный рок 1980-х годов, только без вокала». Рецензент положительно оценил мелодичные партии гитары и клавишных, а также хорошо продуманную структуру треков — их темп постепенно нарастает, достигая максимума к середине композиции, а затем спадает. Рульманн сравнил работы коллектива с гимнами, а самих музыкантов — «пуристами от альтернативного рока», указав на то, что для них первостепенна сама музыка, а не что-либо ещё.
Торстен Кинселла об альбоме:
«Вторая наша пластинка была естественной прогрессией на основе „концертной обкатки“ материала диска The End of the Beginning, и понимания, что у электронного звучания свое место, но это звучание не сопоставимо по чувству с гитарой, басом и барабанами. Тогда мы пригласили барабанщика, и все заиграло новыми красками, потому что барабанщик дает определенную атмосферу, а у машин этого просто нет. Мы поняли, что на второй пластинке это нужно развивать, а именно живые барабаны и живые гитары – так как на первом диске их было мало».
«All is Violent, All is Bright был продуктом, который стилистически, и в плане содержания, получился глубже чем The End of the Beginning. У нас получилось выражать себя лучше, и тогда мы впервые увлеклись программой Pro Tools, что тогда дало нам возможность записываться на 36 дорожек, и в итоге мы многого добились». 
Торстен Кинсела о композиции «When Everything Dies»:
«Вещь „When Everything Dies“ на самом деле была написана о ядерном холокосте, когда на планете Земля больше ничего не остается. Это уже не планета, а одинокая холодная скала. Вот о чём эта композиция, ветер, продувающий весь пейзаж в начале».

## Список композиций
1. «Fragile» — 4:33 (Торстен Кинселла/Нильс Кинселла)
2. «All Is Violent, All Is Bright» — 4:13 (Торстен Кинселла/Нильс Кинселла/Ллойд Ханни/Томас Кинселла)
3. «Forever Lost» — 6:20 (Торстен Кинселла/Нильс Кинселла/Пэт О’Доннелл)
4. «Fire Flies and Empty Skies» — 3:54 (Торстен Кинселла/Нильс Кинселла/Ллойд Ханни)
5. «A Deafening Distance» — 3:48 (Торстен Кинселла/Нильс Кинселла/Ллойд Ханни)
6. «Infinite Horizons» — 2:27 (Торстен Кинселла/Нильс Кинселла)
7. «Suicide by Star» — 4:37 (Торстен Кинселла/Нильс Кинселла/Ллойд Ханни)
8. «Remembrance Day» — 4:15 (новая версия композиции «Remembrance» с альбома The End of the Beginning) (Торстен Кинселла/Нильс Кинселла/Томас Кинселла)
9. «Dust and Echoes» — 4:12 (Торстен Кинселла/Нильс Кинселла/Ллойд Ханни)
10. «When Everything Dies» — 9:58 (содержит скрытый трек «Halo of Flies» — автор: Ллойд Ханни) (Торстен Кинселла/Нильс Кинселла/Ллойд Ханни)
11. «Disturbance» — 3:43 (бонус-трек)

## Участники записи
- Торстен Кинселла — вокал, гитара, клавишные
- Нильс Кинселла — бас, гитара, оформление, визуальные эффекты
- Ллойд Ханни — живые барабаны, лупы, синтезаторы
- God Is An Astronaut — продюсирование, микширование и мастеринг